# Prêmio de interpretação masculina (Festival de Cannes)
O Prêmio de Melhor Ator (em francês:  Prix d'interprétation masculine) é um prêmio concedido no Festival de Cinema de Cannes desde 1946. É concedido a um ator que tenha se destacado e escolhido pelo júri entre os filmes da lista oficial da competição do festival.
No 1º Festival de Cinema de Cannes realizado em 1946, Ray Milland foi o primeiro vencedor deste prêmio por sua atuação em The Lost Weekend, e Wagner Moura é o vencedor mais recente nesta categoria por seu papel em O Agente Secreto no 78º Festival de Cinema de Cannes em 2025.

## História
O prêmio foi apresentado pela primeira vez em 1946. O prêmio não foi concedido em cinco ocasiões (1947, 1953–54, 1956 e 1960). O festival não foi realizado em 1948, 1950 e 2020. Em 1968, nenhum prêmio foi entregue, pois o festival foi cancelado no meio do caminho devido aos  Eventos de maio de 1968 na França. Em quatro ocasiões, o júri concedeu a vários homens (mais de 2) o prêmio de um filme. Os quatro filmes foram A Big Family (1955), Compulsion (1959), A jornada de um longo dia para a noite (1962) e Days of Glory (2006). Dean Stockwell, Jack Lemmon e Marcello Mastroianni ganharam mais prêmios nesta categoria, cada um ganhando duas vezes. O prêmio pode ser para papéis principais ou coadjuvantes, com exceção do período de1979 a 1981, e em 1991, quando o festival costumava conceder um prêmio separado de "Melhor Ator Coadjuvante". O júri também, ocasionalmente, cita atores com uma menção especial separada do prêmio principal.

## Vencedores
| Ano  | Filme | Ator                                                                      |
| ---- | --- | ------------------------------------------------------------------------- |
| 1946 | The Lost Weekend                                                                                         | Ray Milland (vencedor do Oscar)                                           |
| 1947 | (não houve premiação)                                                                                    |                                                                           |
| 1948 | (não houve edição do Festival)                                                                           |                                                                           |
| 1949 | House of Strangers                                                                                       | Edward G. Robinson                                                        |
| 1950 | (não houve edição do Festival)                                                                           |                                                                           |
| 1951 | The Browning Version                                                                                     | Michael Redgrave                                                          |
| 1952 | Viva Zapata!                                                                                             | Marlon Brando (indicado ao Oscar)                                         |
| 1953 | Le salaire de la peur                                                                                    | Charles Vanel                                                             |
| 1954 | (não houve premiação)                                                                                    |                                                                           |
| 1955 | Bad Day at Black Rock                                                                                    | Spencer Tracy (indicado ao Oscar)                                         |
| 1955 | Bolshaya Semya                                                                                           | União Soviética (todo o elenco)                                           |
| 1956 | (não houve premiação)                                                                                    |                                                                           |
| 1957 | Peace Valley                                                                                             | John Kitzmiller                                                           |
| 1958 | The Long, Hot Summer                                                                                     | Paul Newman                                                               |
| 1959 | Compulsion                                                                                               | Bradford Dillman, Dean Stockwell & Orson Welles                           |
| 1960 | (não houve premiação)                                                                                    |                                                                           |
| 1961 | Goodbye Again                                                                                            | Anthony Perkins                                                           |
| 1962 | Long Day's Journey into Night                                                                            | Dean Stockwell, Jason Robards & Ralph Richardson                          |
| 1962 | A Taste of Honey                                                                                         | Murray Melvin                                                             |
| 1963 | This Sporting Life                                                                                       | Richard Harris (indicado ao Oscar)                                        |
| 1964 | Pacsirta                                                                                                 | Antal Páger                                                               |
| 1964 | Sedotta e abbandonata                                                                                    | Saro Urzì                                                                 |
| 1965 | The Collector                                                                                            | Terence Stamp                                                             |
| 1966 | Sult | Per Oscarsson                                                             |
| 1967 | Shlosha Yamim Veyeled                                                                                    | Oded Kotler                                                               |
| 1968 | (não houve Festival)                                                                                     |                                                                           |
| 1969 | Z | Jean-Louis Trintignant                                                    |
| 1970 | Dramma della gelosia (tutti i particolari in cronaca)                                                    | Marcello Mastroianni                                                      |
| 1971 | Sacco e Vanzetti                                                                                         | Riccardo Cucciolla                                                        |
| 1972 | Nous ne vieillirons pas ensemble                                                                         | Jean Yanne                                                                |
| 1973 | Film d'amore e d'anarchia, ovvero 'stamattina alle 10 in via dei Fiori nella nota casa di tolleranza...' | Giancarlo Giannini                                                        |
| 1974 | The Last Detail                                                                                          | Jack Nicholson (indicado ao Oscar)                                        |
| 1975 | Profumo di donna                                                                                         | Vittorio Gassman                                                          |
| 1976 | Pascual Duarte                                                                                           | José Luis Gómez                                                           |
| 1977 | Elisa, vida mía                                                                                          | Fernando Rey                                                              |
| 1978 | Coming Home                                                                                              | Jon Voight (vencedor do Oscar)                                            |
| 1979 | The China Syndrome                                                                                       | Jack Lemmon (indicado ao Oscar)                                           |
| 1980 | Salto nel vuoto                                                                                          | Michel Piccoli                                                            |
| 1981 | La tragedia di un uomo ridicolo                                                                          | Ugo Tognazzi                                                              |
| 1982 | Missing                                                                                                  | Jack Lemmon (indicado ao Oscar)                                           |
| 1983 | La mort de Mario Ricci                                                                                   | Gian Maria Volonté                                                        |
| 1984 | Los santos inocentes                                                                                     | Alfredo Landa e Francisco Rabal                                           |
| 1985 | O Beijo da Mulher-Aranha                                                                                 | William Hurt (vencedor do Oscar)                                          |
| 1986 | Ménage                                                                                                   | Michel Blanc                                                              |
| 1986 | Mona Lisa                                                                                                | Bob Hoskins (indicado ao Oscar)                                           |
| 1987 | Dark Eyes                                                                                                | Marcello Mastroianni (indicado ao Oscar)                                  |
| 1988 | Bird | Forest Whitaker                                                           |
| 1989 | Sex, lies, and videotape                                                                                 | James Spader                                                              |
| 1990 | Cyrano de Bergerac                                                                                       | Gérard Depardieu (indicado ao Oscar)                                      |
| 1991 | Barton Fink                                                                                              | John Turturro                                                             |
| 1992 | The Player                                                                                               | Tim Robbins                                                               |
| 1993 | Naked | David Thewlis                                                             |
| 1994 | To Live                                                                                                  | Ge You                                                                    |
| 1995 | Carrington                                                                                               | Jonathan Pryce                                                            |
| 1996 | Le huitième jour                                                                                         | Pascal Duquenne & Daniel Auteuil                                          |
| 1997 | She's So Lovely                                                                                          | Sean Penn                                                                 |
| 1998 | My Name Is Joe                                                                                           | Peter Mullan                                                              |
| 1999 | L'humanité                                                                                               | Emmanuel Schotte                                                          |
| 2000 | In the Mood for Love                                                                                     | Tony Leung Chiu Wai                                                       |
| 2001 | La pianiste                                                                                              | Benoît Magimel                                                            |
| 2002 | Le fils                                                                                                  | Olivier ''gourmet''                                                       |
| 2003 | Uzak | Muzaffer Ozdemir & Emin Toprak                                            |
| 2004 | Dare mo shiranai                                                                                         | Yagira Yuuya                                                              |
| 2005 | The Three Burials of Melquiades Estrada                                                                  | Tommy Lee Jones                                                           |
| 2006 | Indigènes                                                                                                | Jamel Debbouze, Samy Naceri, Roschdy Zem, Sami Bouajila & Bernard Blancan |
| 2007 | Izgnanie                                                                                                 | Konstantin Lavronenko                                                     |
| 2008 | Che | Benicio del Toro                                                          |
| 2009 | Inglourious Basterds                                                                                     | Christoph Waltz (vencedor do Oscar)                                       |
| 2010 | Biutiful                                                                                                 | Javier Bardem (indicado ao Oscar)                                         |
| 2010 | La nostra vita                                                                                           | Elio Germano                                                              |
| 2011 | The Artist                                                                                               | Jean Dujardin (vencedor do Oscar)                                         |
| 2012 | Jagten                                                                                                   | Mads Mikkelsen                                                            |
| 2013 | Nebraska                                                                                                 | Bruce Dern (indicado ao Oscar)                                            |
| 2014 | Mr. Turner                                                                                               | Timothy Spall                                                             |
| 2015 | La Loi du marché                                                                                         | Vincent Lindon                                                            |
| 2016 | Forushande                                                                                               | Shahab Hosseini                                                           |
| 2017 | You Were Never Really Here                                                                               | Joaquin Phoenix                                                           |
| 2018 | Dogman                                                                                                   | Marcello Fonte                                                            |
| 2019 | Dolor y Gloria                                                                                           | Antonio Banderas (indicado ao Oscar)                                      |
| 2020 | (não houve festival)                                                                                     |                                                                           |
| 2021 | Nitram                                                                                                   | Caleb Landry Jones                                                        |
| 2022 | Broker                                                                                                   | Song Kang-ho                                                              |
| 2023 | Perfect Days                                                                                             | Kōji Yakusho                                                              |
| 2024 | Kinds of Kindness                                                                                        | Jesse Plemons                                                             |
| 2025 | O Agente Secreto                                                                                         | Wagner Moura                                                              |